# Plectrocnemia sitahoana
Plectrocnemia sitahoana är en nattsländeart som beskrevs av Malicky 1995. Plectrocnemia sitahoana ingår i släktet Plectrocnemia och familjen fångstnätnattsländor. Inga underarter finns listade i Catalogue of Life.